# Thomas Jonathan Jackson
Pour les articles homonymes, voir Jackson.
Thomas Jonathan Jackson dit Stonewall Jackson, né le 21 janvier 1824 à Clarksburg et mort le 10 mai 1863 à Guinea Station, est un général des États confédérés d'Amérique durant la guerre de Sécession.
Après ses nombreux succès au début de la guerre civile malgré une large infériorité numérique, Robert E. Lee lui fit confiance et lui donna un corps d'armée. Sa mort à la suite de la bataille de Chancellorsville marqua les forces sudistes, qui le considéraient comme un des meilleurs généraux des États confédérés d'Amérique.

## Ascendance
Son arrière-grand-père, John Jackson, était un Irlandais protestant, originaire du comté de Londonderry. Condamné pour différents vols, il rencontre sa future épouse, Elizabeth Cummins, elle aussi coupable de différents délits, dans le bateau qui les emmène dans les colonies en 1749, où ils ont été contraints de s'exiler. Ils s'installent dans le Maryland et se marient en 1755. La famille déménage ensuite près de Moorefield, en Virginie (aujourd'hui Virginie-Occidentale). John Jackson et ses deux garçons sont enrôlés dans l'armée américaine, durant la guerre d'Indépendance, et il finit la guerre avec le grade de capitaine. Il sert ensuite dans la milice de Virginie.
John et sa femme Elizabeth ont eu huit enfants : leur deuxième fils est Edward Jackson (né le 1er mars 1759 et mort le 25 décembre 1828). Le troisième fils de Edward est Jonathan Jackson, le père de Thomas.

## Enfance
Thomas Jackson est le troisième enfant de Julia Beckwith Neale (1798-1831) et de Jonathan Jackson (1790-1826), avocat. Né à Clarksville, Virginie (aujourd’hui Virginie-Occidentale) le 21 janvier 1824 quelques minutes après minuit, il reçoit le prénom de son grand-père maternel.
La sœur aînée de Thomas meurt le 6 mars 1826 de la fièvre typhoïde; son père en meurt le 26 mars de la même année. Sa mère donne naissance à une fille, Laura Ann, le lendemain. Julia Jackson se retrouve veuve à 28 ans, avec de nombreuses dettes et trois enfants à charge. Elle vend les propriétés familiales et s'installe dans une petite maison qu'elle loue. En 1830, elle se remarie avec un avocat et meurt l'année suivante en accouchant d'un enfant.

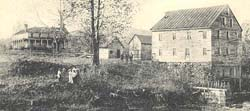
Jackson's Mill, la propriété de Cummins Jackson.

Déjà lorsque la santé de sa mère commençait à défaillir, Thomas et sa jeune sœur Laura Ann avaient été envoyés chez leur oncle, Cummins Jackson, qui possède un moulin à blé, à Jackson's Mill, en Virginie-Occidentale. Leur frère aîné, Warren, est envoyé dans une autre partie de la famille maternelle et mourra de la tuberculose à l'âge de 20 ans en 1841.
Après le décès de leur mère en novembre 1831, Thomas et Laura Ann retournent à Jackson's Mill. Ils y passent quatre années, jusqu'à ce qu'ils soient séparés : Laura Ann est envoyée dans la famille de sa mère tandis que Thomas part vivre chez sa tante Polly, la sœur de son père, dans une ferme près de Clarksburg. Mais peu apprécié par le mari de Polly, il retourne à pied à Jackson's Mill où il reste les sept années suivantes.
Tout en effectuant divers travaux agricoles, il acquiert une formation autodidacte, en lisant de nombreux ouvrages.

## Carrière militaire

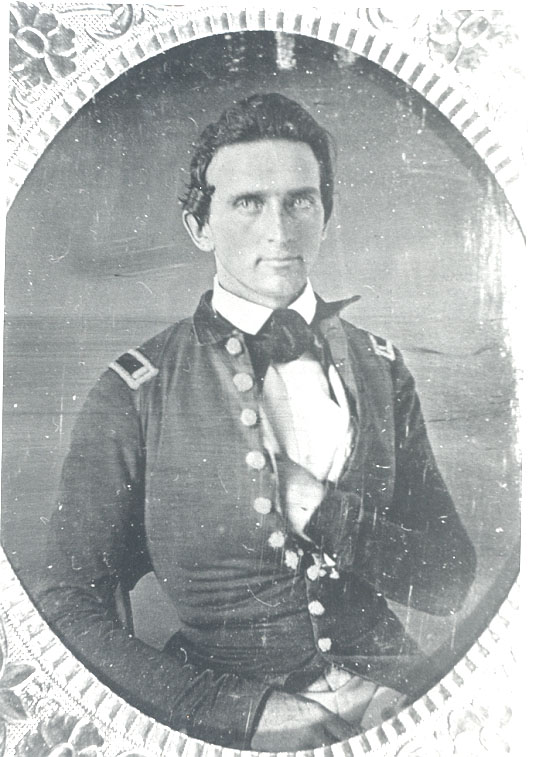
Lieutenant Jackson – 1847

En 1842, il entre à l’école militaire américaine de West Point. À cause de l'insuffisance de son éducation initiale, il rencontre certaines difficultés et se trouve dans les derniers de sa classe au début de ses études. À force de travail et de détermination, il devient cependant un élève remarquable. En 1846, il sort de West Point classé 17e sur 59.
Jackson commence sa carrière militaire en tant que sous-lieutenant au 1er régiment d’artillerie de l’armée des États-Unis. Il combat durant la guerre américano-mexicaine de 1846 à 1848. Il sert au siège de Veracruz et aux batailles de Contreras, Chapultepec et Mexico. Il y gagne le grade de lieutenant. C'est à Mexico qu'il rencontre pour la première fois Robert Lee.
Durant l'assaut du château de Chapultepec, il refuse d'obéir à un ordre de retraite qu'il considère « mauvais ». Ce jugement, ayant été reconnu adéquat, il lui vaut une promotion au rang de commandant et les félicitations du général Winfield Scott.
Au printemps de 1851, il accepte un poste nouvellement créé d'enseignant à l’Académie militaire de Virginie à Lexington. Il devient professeur de philosophie et instructeur d'artillerie. En dépit de la qualité de son enseignement, il n'est pas un professeur populaire. Les étudiants se moquent aussi de sa dévotion religieuse et de ses excentricités.
Peu connu parmi les habitants de Lexington, Jackson est au contraire révéré par beaucoup d'Afro-américains, qu'ils soient esclaves ou affranchis. Le dimanche, il anime une classe pour les élèves noirs à l'église presbytérienne et se préoccupe de leur donner une instruction religieuse. La famille de Jackson possédait six esclaves à la fin des années 1850 : vraisemblablement hostile à l'esclavage, Jackson pensait néanmoins qu'il était voulu par Dieu et que tout bon chrétien devait traiter au mieux les esclaves qu'il possédait (ref. nécessaire, potentiellement très partisan).
En 1853, il épouse Elinor « Ellie » Junkin, dont le père était président du Washington College de Lexington. Elle meurt le 22 octobre 1854 en accouchant de leur enfant mort-né. Après un voyage en Europe, Jackson se remarie en 1857 avec Mary Anna Morrison, qui lui donna deux filles, Mary Graham en 1858, décédée un mois plus tard, et Julia Laura en 1862.
En novembre 1859, à la demande du gouverneur de Virginie, il est présent avec un contingent des cadets de l'institut à la pendaison de l'abolitionniste John Brown.

## Guerre de Sécession

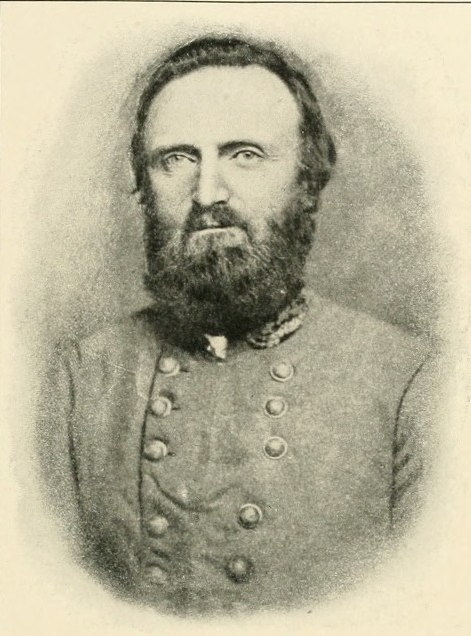
Le Lt. Gen. Thomas « Stonewall » Jackson photographié à Winchester, Virginie, 1862.

En 1861, avant que la Virginie ne fasse sécession, il entre au service des États confédérés d'Amérique. Le 27 avril 1861, le gouverneur de Virginie ordonne au colonel Jackson de prendre le commandement de ce qui deviendra la « brigade Stonewall ». Il est promu brigadier general (général de brigade) le 17 juin 1861.
Lors de la première bataille de Bull Run, il organise une défense têtue et gagne son surnom « Stonewall ». Un général confédéré harangue ses troupes en le désignant : « C'est Jackson debout comme un mur de pierre. Décidez-vous à mourir ici et nous vaincrons. Suivez-moi ! ». Pour certains, cette comparaison a pu être péjorative, au sens où le mur de pierre évoquait l'inaction de Jackson. Ce jour-là néanmoins, la brigade Stonewall repousse les assauts de l'armée de l'Union et, peu de temps après, Jackson est promu au rang de major general (général de division).
En 1862, au cours de la campagne de la vallée de Shenandoah, il commande deux divisions dans la vallée de Shenandoah et vainc plusieurs commandants de l’Union grâce à sa vitesse et sa supériorité manœuvrière. Jackson possède les atouts pour dominer ses adversaires indécis : une grande audace, une excellente connaissance du terrain et un grand talent pour diriger et motiver ses troupes. Son armée marcha plus de 1 000 km en 48 jours et remporta cinq batailles significatives, avec un effectif de 17 000 hommes contre des forces adverses qui en atteignaient 60 000.
Grâce à ses victoires, le général Robert Lee lui confie un corps d'armée avec lequel il participe aux batailles des Sept Jours, du second Bull Run, d'Antietam, de Fredericksburg et de Chancellorsville. La réputation militaire de Jackson allait croissant: il représentait tout ce que l'armée de Lee avait d'audacieux et d'offensif, alors que le général James Longstreet était plutôt un adepte des stratégies défensives.
À Chancellorsville, en revenant d'une inspection des lignes de l’ennemi, après avoir mené une attaque spectaculaire contre le flanc droit de l’Armée du Potomac, il est blessé par ses propres soldats qui le prennent, lui et son groupe, pour des soldats de l'Union, dans la nuit du 2 mai 1863.
L'obscurité a mis fin à l'assaut. Alors que Jackson et son équipe reviennent au camp le 2 mai 1863, ils sont pris pour une force de cavalerie de l'Union par le 18th North Carolina Infantry qui crie « Halte, qui y va ? » mais tire avant d'évaluer la réponse. Le commandant John D. Barry répond aux cris frénétiques de l'état-major de Jackson, par : « C'est un tour de Yankee ! Tirez ! ».
Une deuxième volée est tirée en réponse ; En tout, Jackson est touché par trois balles, deux dans le bras gauche et une dans la main droite. Plusieurs autres membres de son état-major sont tués, en plus de nombreux chevaux. L'obscurité et la confusion empêchent Jackson d'obtenir des soins immédiats. Il tombe de sa civière alors qu'il est évacué à cause de tirs d'artillerie. En raison de ses blessures, le bras gauche de Jackson doit être amputé par le Dr Hunter McGuire.
Jackson est déplacé dans la plantation de 740 acres (299,5 ha) de Thomas C. Chandler nommée Fairfield. On lui propose la maison de Chandler pour y récupérer, mais Jackson refuse et suggère d'utiliser plutôt le bureau de la plantation de Chandler. On pense qu'il est hors de danger, mais il a déjà les symptômes d'une pneumonie, se plaignant de douleurs thoraciques. On pense à tort que cette douleur résulte de sa manipulation brutale lors de l'évacuation du champ de bataille. Il meurt le 10 mai 1863.

## Postérité
Stonewall Jackson est une des figures les plus connues de la guerre de Sécession. Homme pieux, diacre de l'Église presbytérienne, mari aimant, il était aussi un homme très secret et très pointilleux en ce qui concerne la discipline militaire. Le général Lee lui faisait entièrement confiance, et lui donnait des ordres volontairement peu détaillés, pour permettre à Jackson d'agir au mieux. C'est pourquoi il manquera tant à l'armée confédérée lors de la bataille de Gettysburg.
Sa veuve, connue sous le nom de « veuve de la Confédération », ne se remaria jamais et vécut jusqu'en 1915. Elle publia deux livres sur la vie de son mari.
Avec Robert Lee et Jefferson Davis, il est l'un des trois leaders des États confédérés d'Amérique figurant sur le bas-relief de Stone Mountain, le pendant sudiste du Mont Rushmore. La statue équestre le représentant, élevée en 1919 sur Monument Avenue à Richmond, a été retirée le 1er juillet 2020 après avoir été vandalisée lors des manifestations et émeutes consécutives à la mort de George Floyd.
En son hommage, la marine confédérée baptisera l'un de ses cuirassés du nom de CSS Stonewall.

### Personnage de fictions
Il est au cœur du deuxième chapitre du Régiment noir d'Henry Bauchau (1972) où le personnage principal, Pierre, devient son prisonnier personnel lors de la bataille de Bull Run et lui voue à la suite de cette rencontre une grande admiration.
Il est le personnage principal du roman Gods and Generals (1996), et dans le film homonyme (2003), il est interprété par l'acteur Stephen Lang.
Il est mentionné comme étant O5-10 dans le conte de la Fondation SCP "Dossier Commandement O5".
Il est référencé dans l'univers du jeu Team Fortress 2, où il était le premier Soldier de l'équipe BLU aux alentours des années 1850,.